# 布拉克尔
布拉克尔（荷蘭語：Brakel，荷蘭語發音：[ˈbraːkəl] ⓘ）是比利时弗拉芒大區东佛兰德省奧德納爾德區的一个市镇，南与埃諾省接壤，通行荷蘭語，是弗拉芒社群的一部分，面积56.96平方千米，人口14,781人（2018年1月1日）。